# August Skerl
Heinrich August Gottfried Skerl (* 21. Juli 1829 in Braunschweig; † 21. Januar 1895 ebenda) war ein deutscher lutherischer Theologe.  Er war von 1876 bis 1895 Pastor an der Braunschweiger Katharinenkirche.

## Leben und Werk
Der Sohn eines Gymnasialoberlehrers studierte von 1850 bis 1853 in Göttingen und Jena Theologie. In Jena zählte der Kirchenhistoriker Karl von Hase zu seinen wichtigsten Lehrern. Anschließend arbeitete er als Privatlehrer in verschiedenen Häusern, darunter die Familie Loebbecke in Dorstadt. Von 1856 bis 1863 schloss sich eine Tätigkeit als Waisenhauslehrer in Braunschweig an. Im Jahre 1864 heiratete er die Adoptivtochter des Braunschweiger General- und Stadtsuperintendenten Karl Hessenmüller († 1862), dessen Nachfolger er am 10. Januar 1864 als Pastor an der St. Ulrici-Kirche wurde. Am 2. April 1876 wechselte Skerl als Pastor an die Braunschweiger Katharinenkirche und wurde ständiges Mitglied der Landessynode. Dem Geistlichen Ministerium gehörte er seit 1882 als Senior an. In diesem Jahr wurde er Vizepräsident der Landessynode und Mitglied des Synodalausschusses. Die Universität Jena verlieh Skerl 1885 die theologische Ehrendoktorwürde. Seit 1885 gehörte er der Herzoglichen Oberschulkommission an. Im Jahre 1892 wurde ihm der Ritterorden Heinrichs des Löwen verliehen.
Skerl förderte karitative Einrichtungen, darunter den Gustav-Adolf-Verein, der Volkskindergarten oder die Leopold-Stiftung. Er setzte sich für die Einrichtung neuer Gemeinden und Pfarrstellen in Braunschweig ein. Dazu zählen die im Todesjahr Skerls gegründeten Gemeinden St. Johannis und St. Pauli sowie die erst 1905 ins Leben gerufene St. Jakobi-Gemeinde.